# Hopea shingkeng
Hopea shingkeng е изчезнал вид растение от семейство Dipterocarpaceae. Било е разпространено в Индия.

## Разпространение
Видът е разпространен в северните части на Тибет на надморска височина от 300 до 600 m.